# 트리처 콜린스 증후군
트리처 콜린스 증후군(Treacher Collins syndrome, TCS)은 귀, 눈, 광대뼈, 턱뼈를 포함하여 머리얼굴의 기형을 특징으로 하는 상염색체 우성 선천성 장애의 하나이다. 영향을 받은 사람들은 정상 지능을 가진다.:577
이 증후군은 유럽에서 출생아 50,000명 중 약 한 명꼴로 발생한다. 명칭은 1900년 이 증후군의 본질적인 특성들을 기술한 잉글랜드의 외과의사이자 안과의사 에드워드 트리처 콜린스(1862~1932년)의 이름을 따서 만들어졌다.

## 유전학
TCOF1, POLR1C 또는 POLR1D 유전자의 돌연변이는 트리처 콜린스 증후군을 일으킬 수 있다.